# Callyspongia glomerata
Callyspongia glomerata är en svampdjursart som först beskrevs av Thomas Whitelegge 1897.  Callyspongia glomerata ingår i släktet Callyspongia och familjen Callyspongiidae. Inga underarter finns listade i Catalogue of Life.